# Костюхнівська сільська рада
| Костюхнівська сільська рада — адміністративно-територіальна одиниця та орган місцевого самоврядування у Маневицькому районі Волинської області з адміністративним центром у с. Костюхнівка. Історична дата утворення: в 1944 році. Водоймища на території, підпорядкованій даній раді: річка Горбач. Сільській раді підпорядковані населені пункти: - с. Костюхнівка - с. Вовчицьк - с. Колодії |

## Склад ради
Рада складається з 16 депутатів та голови.

### Керівний склад ради
| ПІБ                              | Основні відомості                                                         | Дата обрання | Дата звільнення |
| -------------------------------- | ------------------------------------------------------------------------- | ------------ | --------------- |
| Онофрійчук Володимир Ничипорович | Сільський голова, 1959 року народження, освіта, член народної партії      | 26.03.2006   | 31.10.2010      |
| Онофрійчук Володимир Ничипорович | Сільський голова, 1959 року народження, освіта вища, член народної партії | 31.10.2010   |                 |

Примітка: таблиця складена за даними джерела

## Населення
Згідно з переписом УРСР 1989 року чисельність наявного населення сільської ради становила 1472 особи, з яких 697 чоловіків та 775 жінок.
За переписом населення України 2001 року в сільській раді мешкали 1344 особи.

### Мова
Розподіл населення за рідною мовою за даними перепису 2001 року:
| Мова       | Відсоток |
| ---------- | -------- |
| українська | 99,78 %  |
| російська  | 0,15 %   |